# Paracorus mirei
Paracorus mirei är en skalbaggsart som beskrevs av Stefan von Breuning 1969. Paracorus mirei ingår i släktet Paracorus och familjen långhorningar. Inga underarter finns listade i Catalogue of Life.